# Cafè La MaMa
Il Cafè La MaMa è un teatro di tipo Off-Off-Broadway fondato nell'ottobre del 1961 da Ellen Stewart, così chiamato su suggerimento di alcuni artisti, suoi amici, in riferimento a lei e alla sua personalità calorosamente materna. Nasce in un piccolo scantinato al numero 321 della Nona Strada, nel Lower East Side, a New York.

## Storia

### Contesto
A cavallo degli anni '50 e '60 intorno alla Grande Mela confluisce un crescente dissenso intellettuale che favorisce l'emergere di nuovi spazi di aggregazione. Importanti motivi di contestazione come la guerra in Vietnam, la legalizzazione della marijuana, la liberalizzazione dei costumi sessuali, il femminismo, il movimento hippy, ecc. vengono coniugati con istanze artistiche: poetiche, musicali e teatrali.
In questo contesto numerosi piccoli locali aprono i battenti per consentire la sperimentazione underground di nuovi linguaggi e per rispondere a bisogni di espressione e partecipazione a lungo soffocati dalla civiltà del benessere statunitense. Il Greenwich Village, con il suo caotico tessuto urbano, crocevia di svariate etnie di immigrati, diviene ben presto sede privilegiata di una controcultura che spazia in tutte le arti, fucina di nuovi movimenti ed idee. Caratteristiche che tutt'oggi conserva.
Quattro piccoli locali, da allora in poi denominati teatri Off-Off-Broadway, nascono a Manhattan tra il Greenwich Village e l'East Village con il preciso intento di dar voce a testi mai ascoltati e di dare visibilità agli emarginati del sistema dello spettacolo, artisti in fuga dalla società conformista, strutturalmente diversi dai colleghi inseriti nel consueto sistema professionistico. I quattro spazi sono: il Cafè La MaMa, il Caffè Cino, il Judson Poets Theatre e il Theatre Genesis.
Due scantinati e due chiese. La MaMa è l'unica realtà attualmente ancora in vita.

### Ellen Stewart
Ellen non sa nulla di teatro. È una stilista di moda arrivata a New York nel 1950 per studiare design; a Chicago, dove viveva, non era consentito ai neri frequentare scuole di design.
In breve tempo le sue creazioni ottengono un discreto successo e per circa 10 anni lavora come fashion designer per Saks Fifth Avenue e per altri grandi magazzini.
Nell'ottobre del 1961, insoddisfatta della propria vita, decide di mettersi in proprio; ha bisogno quindi di un luogo dove lavorare ed esporre i propri modelli. Tra gli amici più stretti conta due drammaturghi, Paul Foster e Fred Light, (suo vicino di casa a Chicago), entrambi alla continua ricerca di spazi dove sperimentare e rappresentare nuove pièce. Ellen intuisce che aiutando loro potrebbe aiutare anche se stessa; risponde quindi rapidamente ad un annuncio: "affittasi cantina", al 321 della Nona Strada a Manhattan.

### Dalla Nona alla Quarta Strada

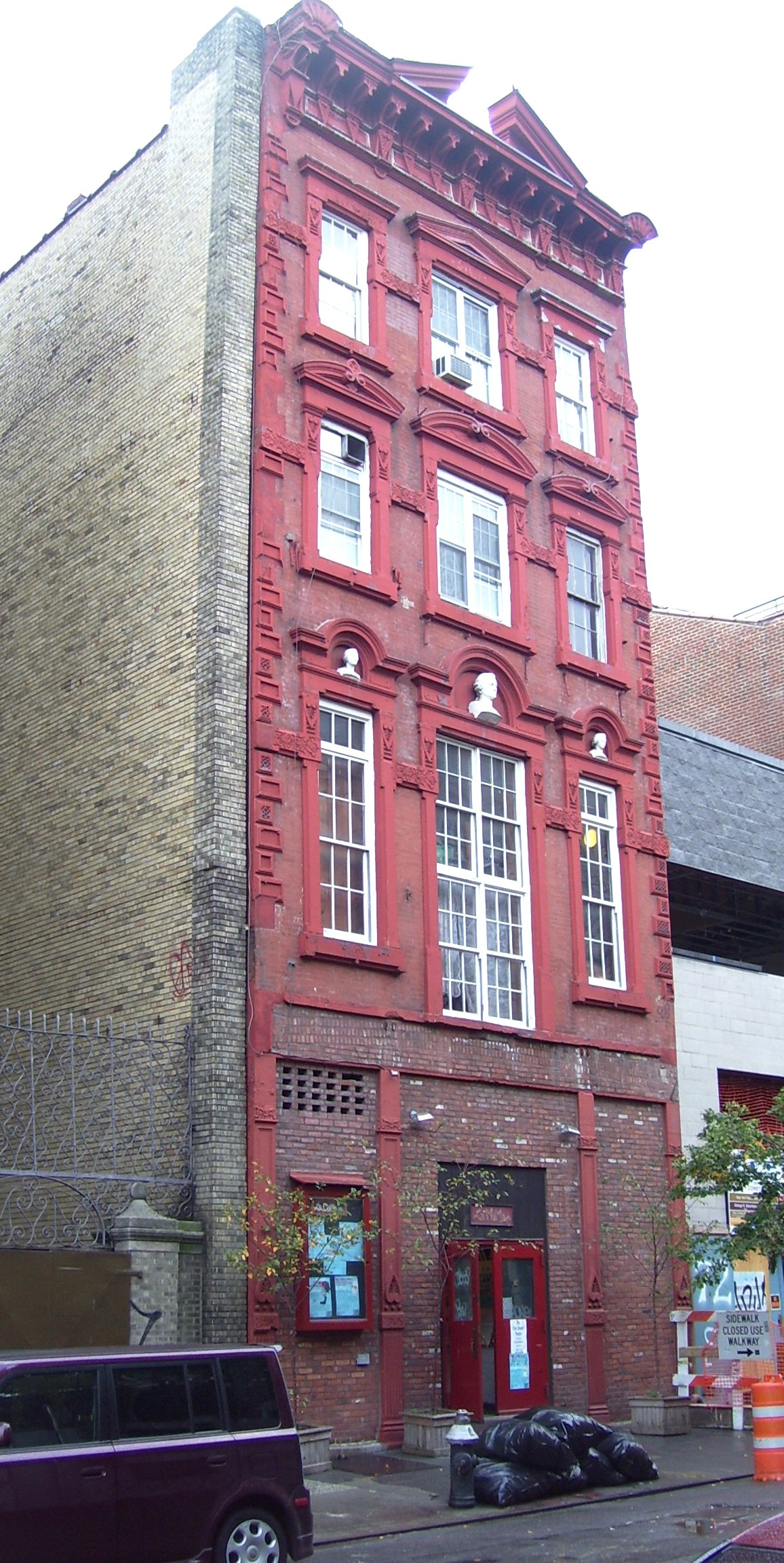
La MaMa, sede principale. Il palazzo ospita 2 teatri, uffici amministrativi, botteghino e l'appartamento di Ellen Stewart al 4º piano (foto 2010)

#### La MaMa
Lo scantinato affittato per 50 dollari al mese è solo una piccola stanza quadrata di circa 6 x 6 m., con una pedana di legno in centro e tavolini disposti intorno su tre lati, capienza circa 25/30 persone. Di giorno Ellen disegna, progetta e realizza abiti, li espone come fosse in una boutique; di notte gli amici autori sperimentano nuovi testi, li leggono e li sottopongono alla pratica scenica per un ristretto numero di persone, come in un teatro.
Ben presto l'attività attira l'interesse e la partecipazione di altri autori e altri teatranti, tanto che, dopo qualche mese, il gran via vai di gente bianca, che va in visita da una donna nera, allarma gli altri inquilini dello stabile che in poco tempo ottengono un provvedimento di sfratto per prostituzione.
Casualmente, l'ispettore che viene per ispezionare il locale è un ex attore, appassionato di teatro; suggerisce ad Ellen di chiedere una licenza per ristorante/caffetteria, molto più facile da ottenere di una licenza per teatro.

#### Cafè La MaMa
Quindi, La MaMa diventa Café La MaMa: l'ingresso è libero, gli spettatori vengono reclutati di volta in volta nelle strade circostanti; vengono serviti dolci e caffè; eventuali compensi per attori e registi provengono dal "passaggio del cappello" fra i presenti. La ristrettezza del luogo e la conseguente impossibilità di rappresentazione secondo canoni tradizionali, influenza i nuovi drammaturghi che modificano la loro composizione stilistica del dramma a favore di una tipologia di scrittura marcatamente performativa. Gli allestimenti sono realizzati in pochissimo tempo e presentati dal venerdì al sabato, la regia spesso è assente, gli autori/attori stessi sperimentano testi e pratica scenica contemporaneamente. La forma più comune di scrittura drammaturgica è l'atto unico.
La vita per La MaMa non è comunque facile; superati i problemi relativi ad un supposto bordello, si susseguono problemi di agibilità e di messa in sicurezza del locale; molte volte l'attività sarà sospesa e il teatro chiuso su intervento improvviso dei vigili del fuoco o della polizia. Ellen Stewart viene più volte arrestata.
Dopo nove mesi dall'apertura si trasferisce alcuni isolati più in là, al numero 82 della Second Avenue. Una stanza più grande accoglie la piccola comunità di artisti: soffitti più alti e una pedana di 15 x 6 m.
Ellen stessa spesso spazza il marciapiede di fronte al teatro e sostiene la sua famiglia di artisti, i suoi figli, come lei stessa li chiama, con i soldi che continua a guadagnare disegnando e realizzando abiti.
Nel novembre del 1964, alla fine di uno spettacolo, Ellen chiede agli spettatori di prendere ognuno la propria sedia e qualcos'altro, e di portarsi al numero 122 della Second Avenue, secondo piano. La MaMa sta di nuovo traslocando.
Il nuovo spazio è un loft di 23 x 8 m., molto più ampio e flessibile degli altri; consente di destinare una stanza ai camerini, assenti fino ad ora, e di continuare a proporre il servizio di ristorazione. Conta 74 posti a sedere, ma ben stipati arrivano anche a 115.
Ellen desidera presentare sempre nuovi testi, almeno uno ogni settimana. Durante questo periodo drammaturghi come Lanford Wilson e Sam Shepard si uniscono al gruppo.

In questo nuovo spazio Ellen inventa un rituale di apertura che continuerà per molti anni: tutte le sere, prima dell'inizio dello spettacolo, saluta il pubblico suonando un campanellino e dicendo: 

#### La MaMa Experimental Theatre Club
Nel 1964 il Cafe La MaMa viene trasformato in La MaMa Experimental Theatre Club, o La MaMa ETC. Il cambiamento di status è necessario: diventare club per soli soci dovrebbe contenere l'intolleranza dell'establishment verso il Cafè, ed evitare le continue incursioni dei Vigili del fuoco, dell'Ufficio Igiene e dell'Ufficio licenze, spesso contattati dal vicinato.
A questo proposito inizia un altro rituale: Ellen si siede fuori sui gradini del teatro durante le recite per assicurarsi che le autorità civili non interrompano lo spettacolo.
Ellen Stewart protegge in tutti i sensi i giovani drammaturghi, crede che abbiano bisogno di esplorare senza il timore delle critiche all'inizio della loro carriera. La MaMa è un luogo pensato per loro, un ambiente educativo dove possono lavorare e crescere, un'attraente tela bianca dove può confluire tutto il fermento alternativo del teatro internazionale degli anni '60 e '70.
In questa terza sede Ellen comprende come l'entusiasmo per la sola sperimentazione possa a volte portare ad allestimenti scadenti da un punto di vista formale, tanto da rendere meno efficace la scrittura stessa, mentre una costante collaborazione tra scrittura scenica e il contributo del regista sembra stimolare e arricchire il lavoro creativo.
Così, dopo l'allestimento di The maids di Jean Genet realizzato da Tom O'Horgan, Ellen chiede al regista di rendere stabile la sua presenza all'interno del teatro e di individuare un gruppo con cui lavorare con continuità. O'Horgan avvia un laboratorio permanente di attori chiamati La MaMa Troupe, che sviluppano il lavoro drammaturgico messo a disposizione da Paul Foster e da altri giovani autori. L'esperienza di La MaMa Troupe inaugura il sistema delle residenze all'interno del teatro, sistema che vedrà più formazioni, anche affiancate contemporaneamente, realizzare alcune delle produzioni più significative del gruppo.
Tom O'Horgan rimarrà alla direzione artistica fino al 1970, quando la direzione dei musical Hair e Jesus Christ Superstar, lo sposteranno su altri progetti.

#### La sede definitiva

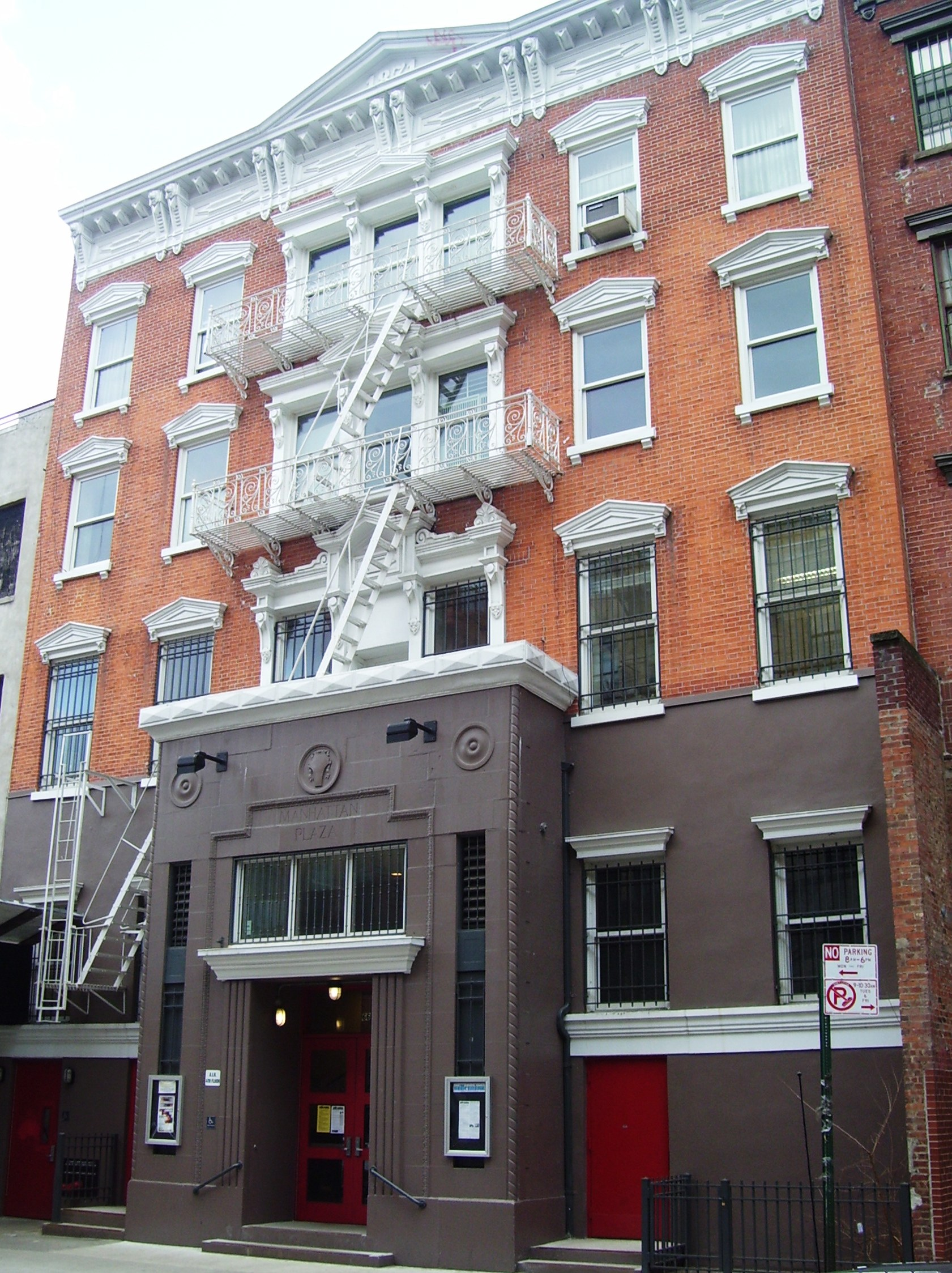
La MaMa Annex, sede in 66 East 4th Street (foto 2011)

Con l'aiuto economico di 25.000 dollari da parte della Fondazione Ford, nel 1969 La MaMa può acquistare e trasferirsi nella sede attuale, al 74A East 4th Street. Questo nuovo edificio conta quattro piani. Due vengono destinati a sale teatrali (una da 100 posti e un teatro-cabaret flessibile chiamato Club da 75 posti), il terzo a botteghino, uffici amministrativi e archivio, il quarto e ultimo piano è l'appartamento di Ellen.
Nel 1970 si aggiunge uno spazio laboratoriale al numero 47 della Quinta Strada, conosciuta come Great Jones Street. Diviene un luogo di incontro e di ricerca per artisti con esperienze molto diverse alle spalle, distanti dal punto di vista culturale ed etnico. Qui Andrei Sęrban, avendo sostituito O'Horgan alla direzione artistica, forma un nuovo gruppo stabile chiamato Great Jones Repertory Company.
Nel 1974 la società acquisisce un terzo stabile, un ex studio televisivo, al numero 66 in fondo alla stessa strada; comunemente chiamato Annex, comprende uno spazio teatrale flessibile da 299 posti e, al piano superiore, un dormitorio per gli artisti ospiti. Nel novembre 2009, in occasione del 90º compleanno di Ellen, questa sede sarà ufficialmente ribattezzata Ellen Stewart Theatre.
Attualmente l'edificio sulla 47ª Great Jones Street racchiude una galleria d'arte, sale prova e un vasto archivio sulla storia del teatro Off Off Broadway.

## La MaMa nel mondo
Nel 1965 Ellen decide di organizzare la prima tournée europea per presentare i nuovi testi, con la speranza di guadagnarsi il favore della stampa estera e tornare a casa con una certificazione di maggiore dignità artistica per gli autori del club. In tale occasione ha modo di confrontare il proprio lavoro al di fuori dello spazio autoreferenziale del Village.

Crede in maniera appassionata nella capacità del teatro di superare ogni barriera culturale e linguistica, di unire le persone nell'esaltazione della diversità e della libertà culturale. Si rende conto che la complessità della comunicazione teatrale necessita della messa a punto di una serie di codici che oltrepassano la dimensione linguistica del testo. L'attenzione quindi del La MaMa E.T.C. si sposta progressivamente dal testo verso l'elaborazione di una pratica performativa 
(Ellen Stewart, Theatre Beyond the text, relazione tenuta al Bajor Gizi Actor's Museum di Budapest, 1980)
Allargato lo sguardo oltre i confini degli Stati Uniti, anche in termini di programmazione teatrale, viaggiando per il mondo con La MaMa Troupe, Ellen incontra altri artisti da sostenere e promuovere. Sfidando la diffidenza dell'establishment statunitense verso la ricerca d'oltre oceano, apre quindi le porte della sua casa/teatro anche ad artisti stranieri: europei, latino americani, medio orientali, africani, asiatici. Tra loro vi sono Peter Brook, Jerzy Grotowski, Andrei Șerban, Kazuo Ohno, Tadeusz Kantor, l'Odin Teatret di Eugenio Barba, John Vaccaro, i Mabou Mines, il Native American Theatre Ensemble, Theodora Skipitares, Tisa Chang, Meredith Monk, Ping Chong, ecc.
Allo stesso tempo Ellen lavora per creare "satelliti" del La MaMa in giro per il mondo. La prima di tali affiliazioni è del 1964, quando La MaMa Bogotà inaugura con un testo di Paul Foster. Nel 1967 è la volta di La MaMa Melbourne. Nel 1970 aiuta l'artista Rina Yerushalmi a fondare La MaMa Tel Aviv. In tutto il pianeta spuntano filiali di La MaMa, come le chiama lei stessa: a Londra, Parigi, Amsterdam, Toronto, Singapore, Belgrado, Praga, Libano, Marocco, nelle Filippine, in Corea del Sud e in Uganda. Tali interazioni diventano parte imprescindibile dell'immagine del La MaMa E.T.C. esplicitata dallo storico sottotitolo che ne accompagna il logo: Theatre of the World.
Attualmente sono ancora attivi La MaMa Melbourne, La MaMa Tokyo e La MaMa Umbria International a Spoleto.

## La MaMa e l'Italia
- 1967, La MaMa arriva in Italia per la prima volta su invito del maestro Giancarlo Menotti nell'ambito del Festival dei Due Mondi di Spoleto, durante il terzo tour europeo del gruppo La MaMa Troupe. Gli spettacoli presentati sono: Tom Paine di Paul Foster con la regia di Tom O'Horgan e Sarah B. Divine, un'insolita biografia musicale di Sarah Bernhardt, di Tom Eyen che ne cura anche la regia.
- 1970, di nuovo al Festival dei Due Mondi con Arden of Faversham di Anonimo, con la regia di Andrei Sęrban, al Teatrino delle sei.
- 1972, ancora al Festival dei Due Mondi, Medea[10] di Andrei Sęrban, con musiche composte da Elizabeth Swados, al Teatrino delle sei.

Ellen si innamora della città di Spoleto e nel 1973 acquista un appartamento in centro storico.
- 1975, alla Biennale di Venezia viene presentato Fragments of a trilogy, regia di Andrei Sęrban, con musiche composte da Elizabeth Swados.
- 1979, al Festival di Taormina, debutta The Architect and the Emperor of Assyria di Fernando Arrabal, regia di Tom O'Horgan.
- 1985, al Teatro Eliseo di Roma nell'ambito del progetto La Pasqua del Teatro, ideato e diretto da Maurizio Scaparro, lo spettacolo presentato è Jerusalem scritto, diretto e composto interamente da Elizabeth Swados.
- 1987, di nuovo al Festival dei Due Mondi con Fragments of a trilogy, regia di Andrei Sęrban, con musiche composte da Elizabeth Swados, a Villa Redenta di Spoleto.
- 2005, di nuovo alla Biennale di Venezia su invito di Maurizio Scaparro, nell'ambito del Festival del Teatro 2006. Presenta Il corvo di Carlo Gozzi, ideazione, regia e musica di Ellen Stewart, recitato in cinese.

### Il teatro italiano ospite alLa MaMa
Il confronto del La MaMa con la scena italiana e con gli sviluppi del nuovo teatro, per lo più emergente dalle cantine romane, risale al 1977, con l'ospitalità di due gruppi romani:
- La compagnia La Fede, diretta da Giancarlo Nanni presenta Franziska di Frank Wedekind, interpretata da Manuela Kustermann. Ritorneranno nel 2000 con Il gabbiano di Čechov.
- La compagnia La Maschera diretta da Memè Perlini presenta Locus Solus.

Nel 1980 arriva Dario D'Ambrosi che propone un percorso artistico ispirato alla follia; come autore-regista del Teatro Patologico di Roma, sviluppa un teatro su tematiche relative alla malattia mentale, ispirato alle storie dei pazienti degli ospedali psichiatrici. Dopo aver sconcertato i critici di Milano e Roma, D'Ambrosi si presenta a Ellen; inizia così una collaborazione e un'amicizia trentennale.
Gli spettacoli proposti nel corso degli anni sono:
Tutti non ci sono, Statue di cera, Days of Antonio, La trota, Binario, Il principe della follia, Il mio regno per un cavallo da Riccardo III di Shakespeare, Frustra-azioni, The prince of madness, Cose da pazzi, Nemico mio, The pathological passion of the Christ.
Nel primo film di Dario D'Ambrosi dal titolo Il ronzio delle mosche (2003), con Greta Scacchi, Marco Baliani, Cosimo Cinieri e Nicolas Vaporidis, compare un piccolo cameo di Ellen Stewart che per la prima volta recita in un film.
Nel 1983 è la prima volta di Falso Movimento, che presenta Tango glaciale, regia di Mario Martone; spettacolo che fa largo uso di tecnologie, video e musica elettronica.
Nel 1984 direttamente dalla Danimarca arriva uno dei rivoluzionari della scena del secondo '900, l'inventore dell'Odin Teatret Eugenio Barba, che presenta Brect's ashes 2 e The million, oltre ad una serie di film sulle tecniche attoriali sviluppate dalla compagnia. Ritornerà nel 1999 con altre numerose dimostrazioni di lavoro.
Altri artisti italiani vengono invitati nel 1984 in un piccolo Festival organizzato dalla Stewart in collaborazione con l'Istituto Culturale Italiano a New York, la SIAE e l'Ente Teatrale Italiano. La rassegna dal titolo Benvenuto New Theatre Italy ospita:
- Falso Movimento, Otello di Shakespeare, regia di Mario Martone
- Krypton, Eneide di Virgilio, regia di Giancarlo Cauteruccio
- La Gaia Scienza, Cuori strappati, regia di Giorgio Barberio Corsetti[14]

In un altro festival, questa volta organizzato da Dario D'Ambrosi negli anni 1986, 1987 e 1989, intitolato L'altra Italia, vengono invitati: Mario Prosperi, Paolo Frassinato, Ro Ricci, il duo Alfonso Santagata & Claudio Morganti, Massimo Scaglione, Lorenzo Alessandri, Mosche volanti, Ecce Homo, Rocco Minniti, ecc.
Nel 1992 è la volta di Moni Ovadia che presenta Golem e Oylem Goylem (nel 1994), e di Andrea Paciotto, attore spoletino formatosi durante le attività estive del Centro La MaMa Umbria.
Quella di Andrea Paciotto e La MaMa è un'altra collaborazione ventennale. Ritorna infatti nel 1994 con una propria regia: Woyzeck di Georg Büchner, e come interprete diretto dalla stessa Ellen in Geranos, dance witthin the labyrinth, Tancredi ed Erminia, Risveglio di primavera, Bud Bags Bite.
Nel dicembre del 1996 arriva da Roma, nel tempio della sperimentazione newyorkese, l'Accademia Nazionale d'Arte Drammatica "Silvio D'Amico", con un saggio dal titolo In principio con la regia di Luigi Musati.
Nel Gennaio del 2008 Il Teatro Del Carretto porta i due spettacoli storici "Pinocchio" e "Biancaneve".
Nel Gennaio 2014 Marco Martinelli presenta "Rumore di acque", drammaturgia e regia dello stesso Martinelli sulle tragedie dei naufragi nel Mediterraneo, un monologo tradotto in dieci lingue e messo in scena in tutto il mondo, interpretato da Alessandro Renda, scene di Ermanna Montanari e musiche dei Fratelli Mancuso.
Nel Dicembre del 2018 la compagnia romana di teatro urbano Ondadurto Teatro è ospite al La Mama con il debutto dell'opera Terramia interamente ideata e prodotta dalla compagnia stessa.

### La MaMa Umbria International

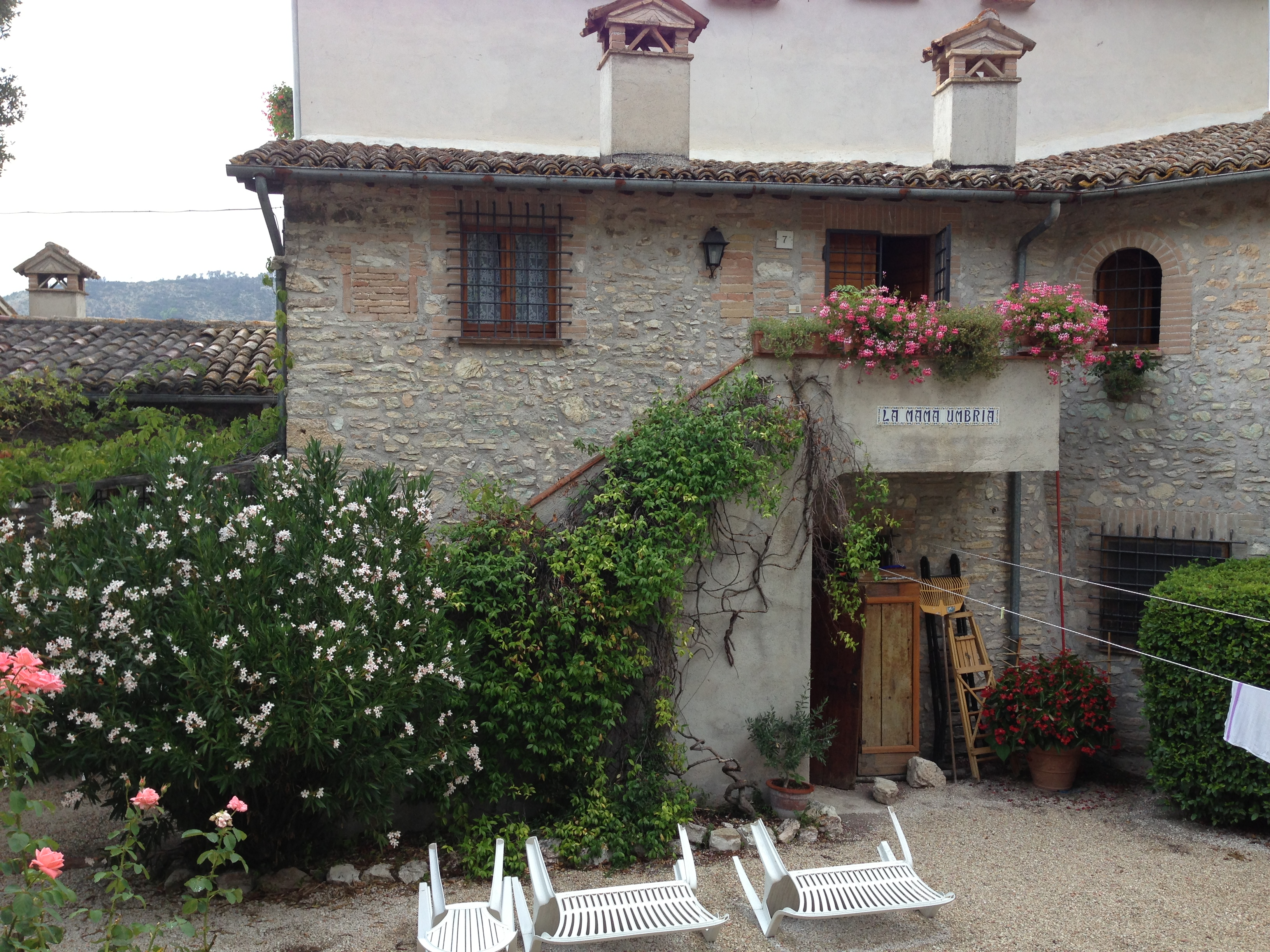
La MaMa Umbria - Ingresso principale

Nel 1986, con la somma ricevuta grazie al premio MacArthur Foundation, Ellen compra un rudere, un ex monastero risalente circa al 1200, in Umbria, sulla collina di Santa Maria Reggiana, nelle campagne spoletine e, dopo consistenti e lunghi interventi di ristrutturazione, lo trasforma in un centro di teatro internazionale. Solo dopo circa 5 anni di lavori risulterà di nuovo abitabile.

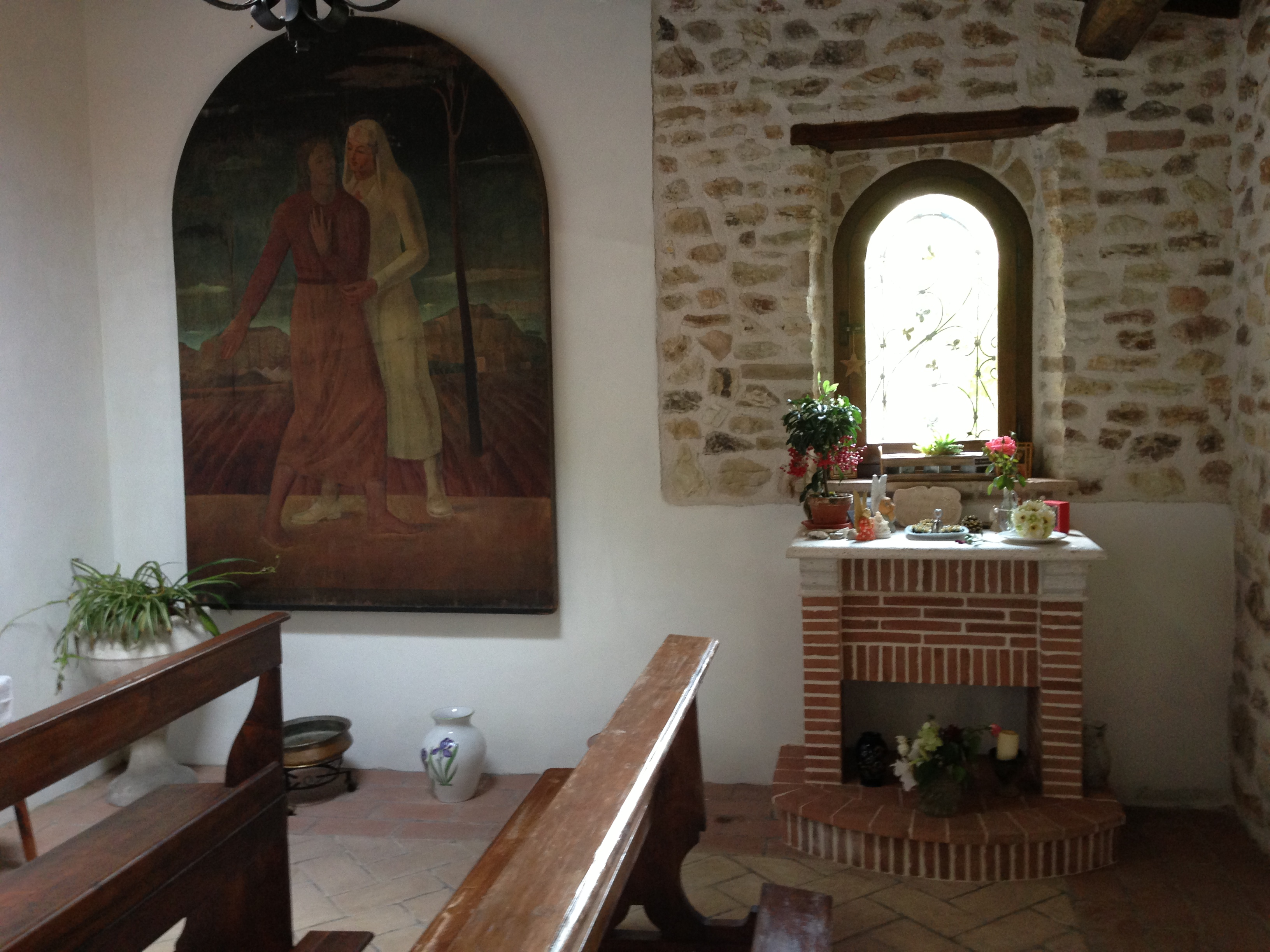
Altarino che custodisce le ceneri di Ellen Stewart

La MaMa Umbria International è una Associazione culturale no profit, un centro culturale e residenza per artisti, in rapporto di complementarità con la sede newyorkese. È attivo prevalentemente in estate.
Persegue la ricerca e la sperimentazione, l'informazione, la promozione dell'arte e della cultura in ambito internazionale, guidata dall'idea che l'arte può contribuire al superamento dei limiti e delle barriere culturali, sociali e linguistiche. Gli artisti possono risiedere nel centro durante periodi di studio e lavoro, per elaborare nuovi progetti, creare spettacoli o opere di vario genere, per seguire corsi, seminari e workshops tenuti da professionisti e maestri di fama internazionale, il tutto immerso in un suggestivo ambiente naturale.
Nel corso di oltre 20 anni di attività, La MaMa Umbria ha presentato moltissimi eventi: circa trenta spettacoli di teatro e danza, concerti, mostre, conferenze e perfino un piccolo Festival estivo annuale curato dalla stessa Ellen. Negli ultimi dieci anni una delle attività principali, oltre a workshop, mostre d'arte e conferenze, è stata quella dell'alta formazione, con corsi tenuti da docenti e artisti di caratura internazionale.
L'area comprende una sala prove, foresteria, sala musica, gallerie, cucina, sala da pranzo, un archivio personale di Ellen Stewart e un palcoscenico all'aperto di 12 x 12 m.
La piccola cappella all'interno custodisce le ceneri di Ellen Stewart.

### Galleria fotografica La MaMa Umbria

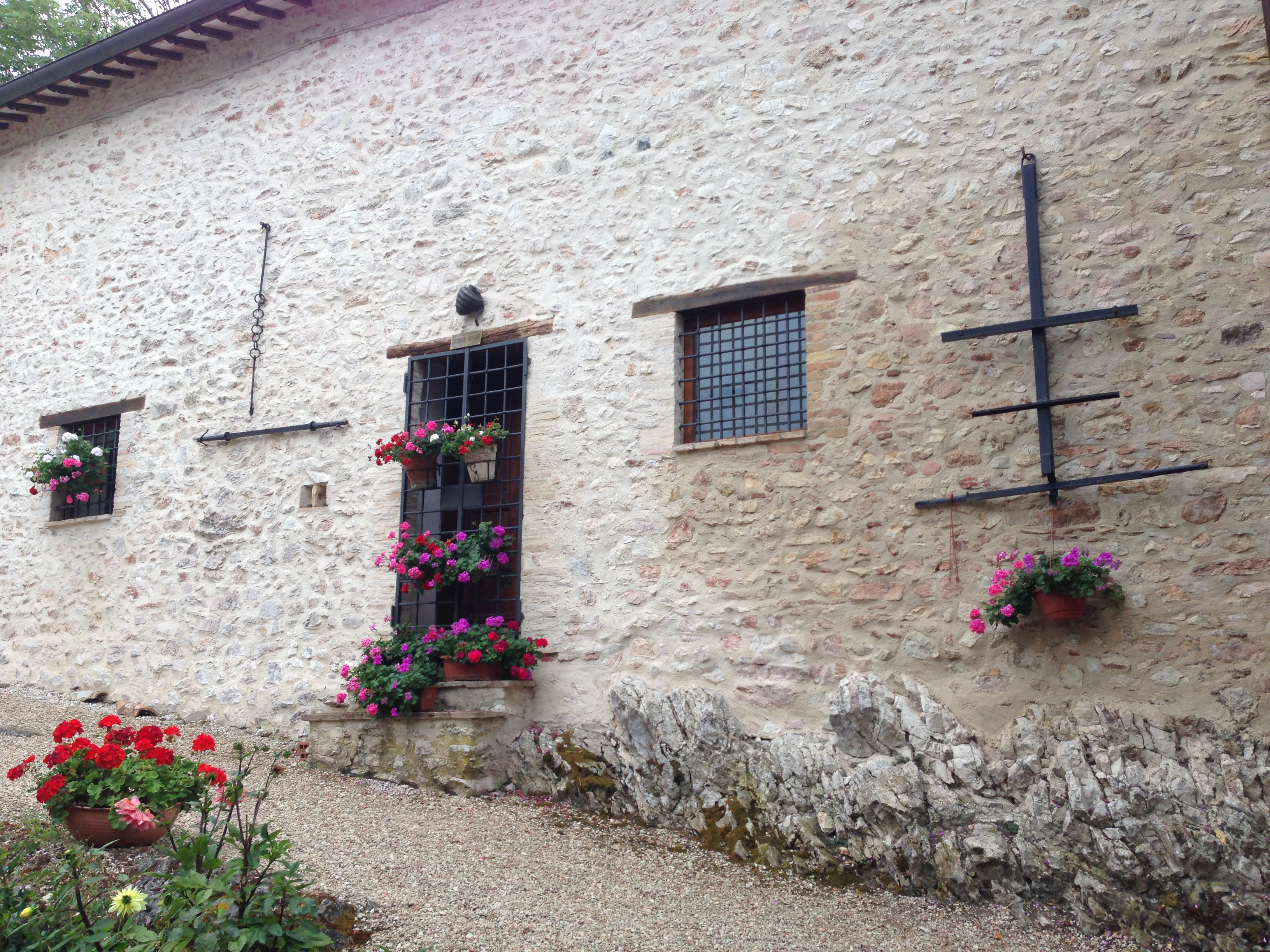
Sala Kuser
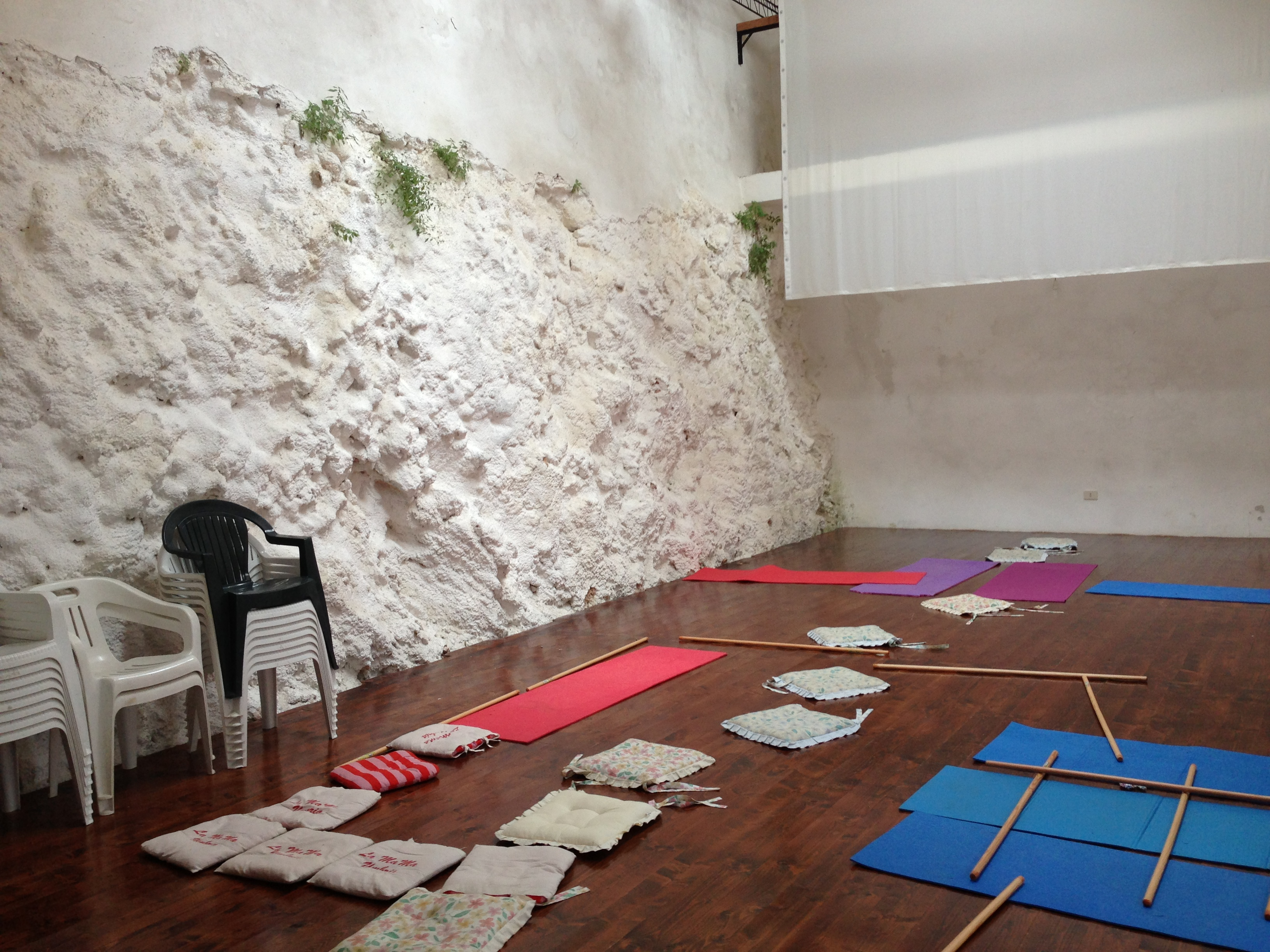
Sala Kuser, interno
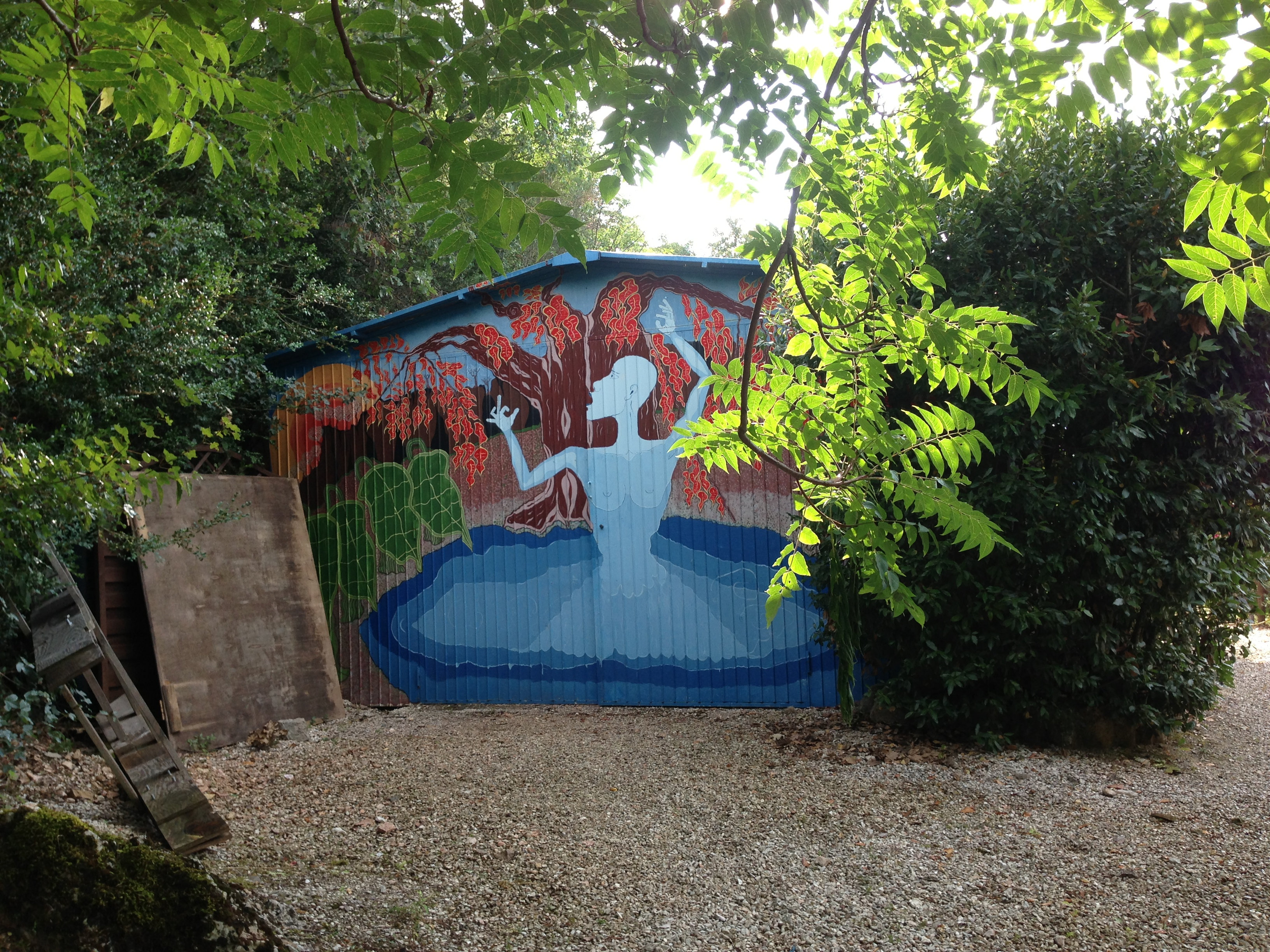
Magazzino
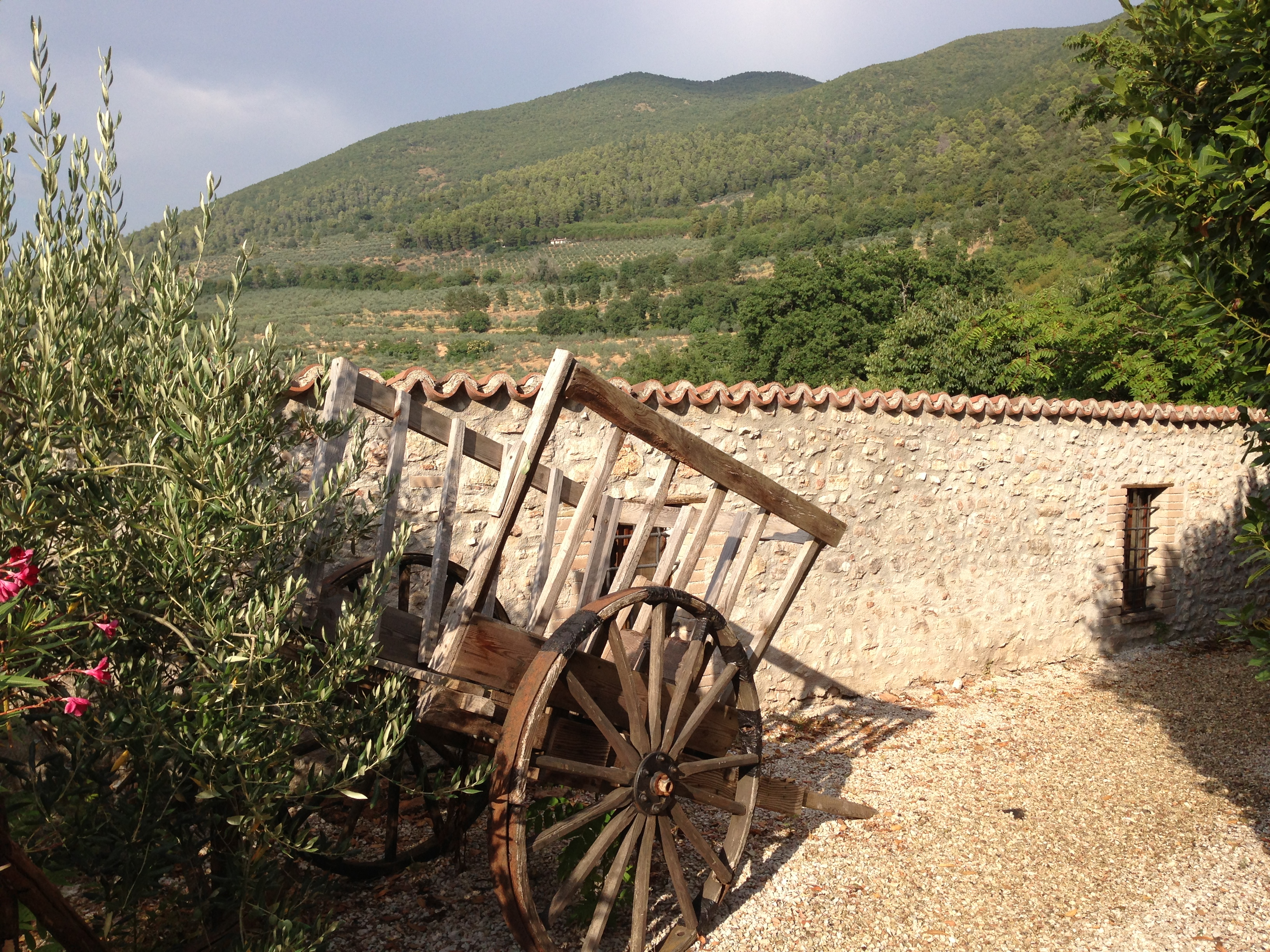
Scorcio panoramico
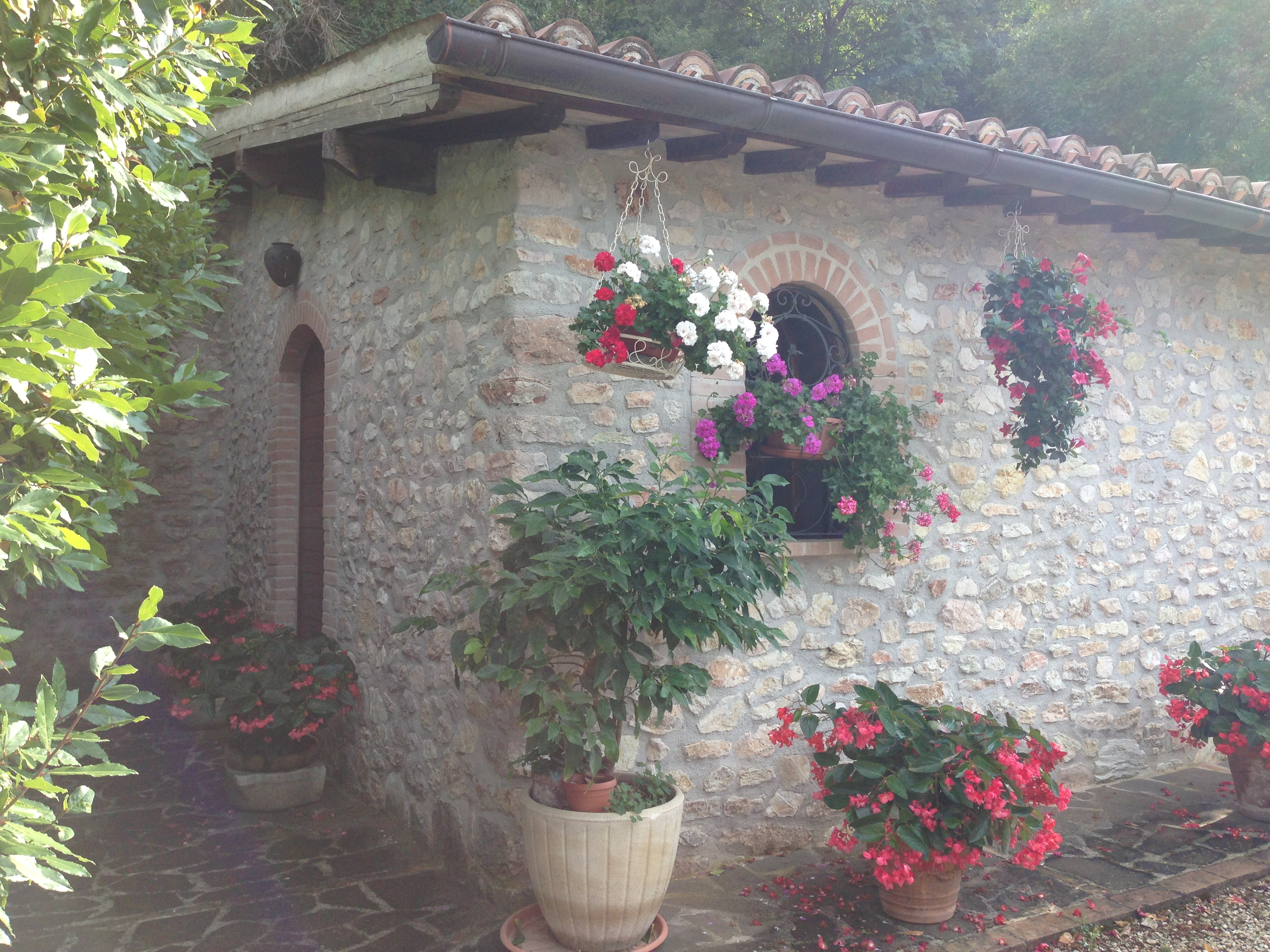
Cappella
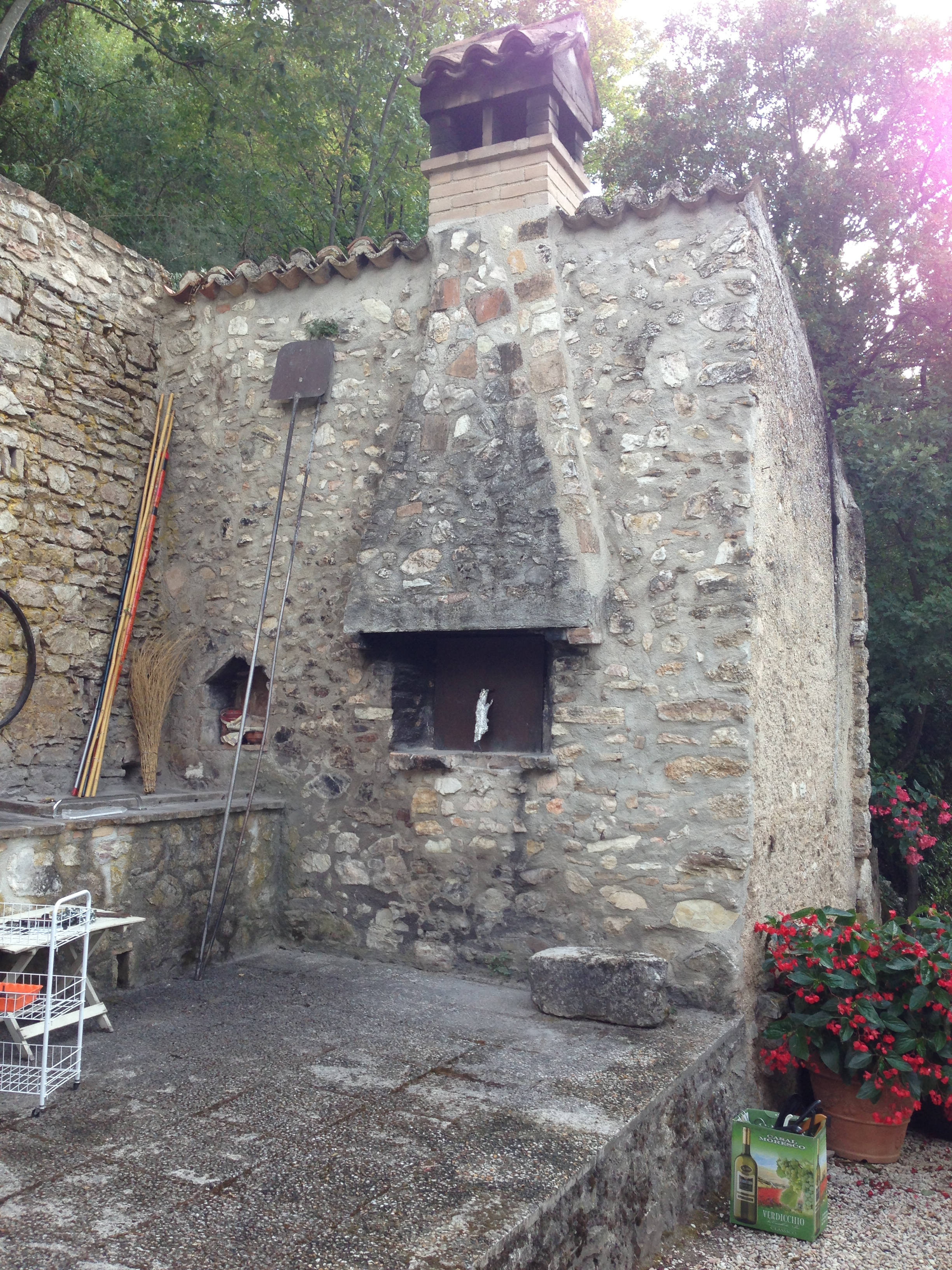
Forno esterno
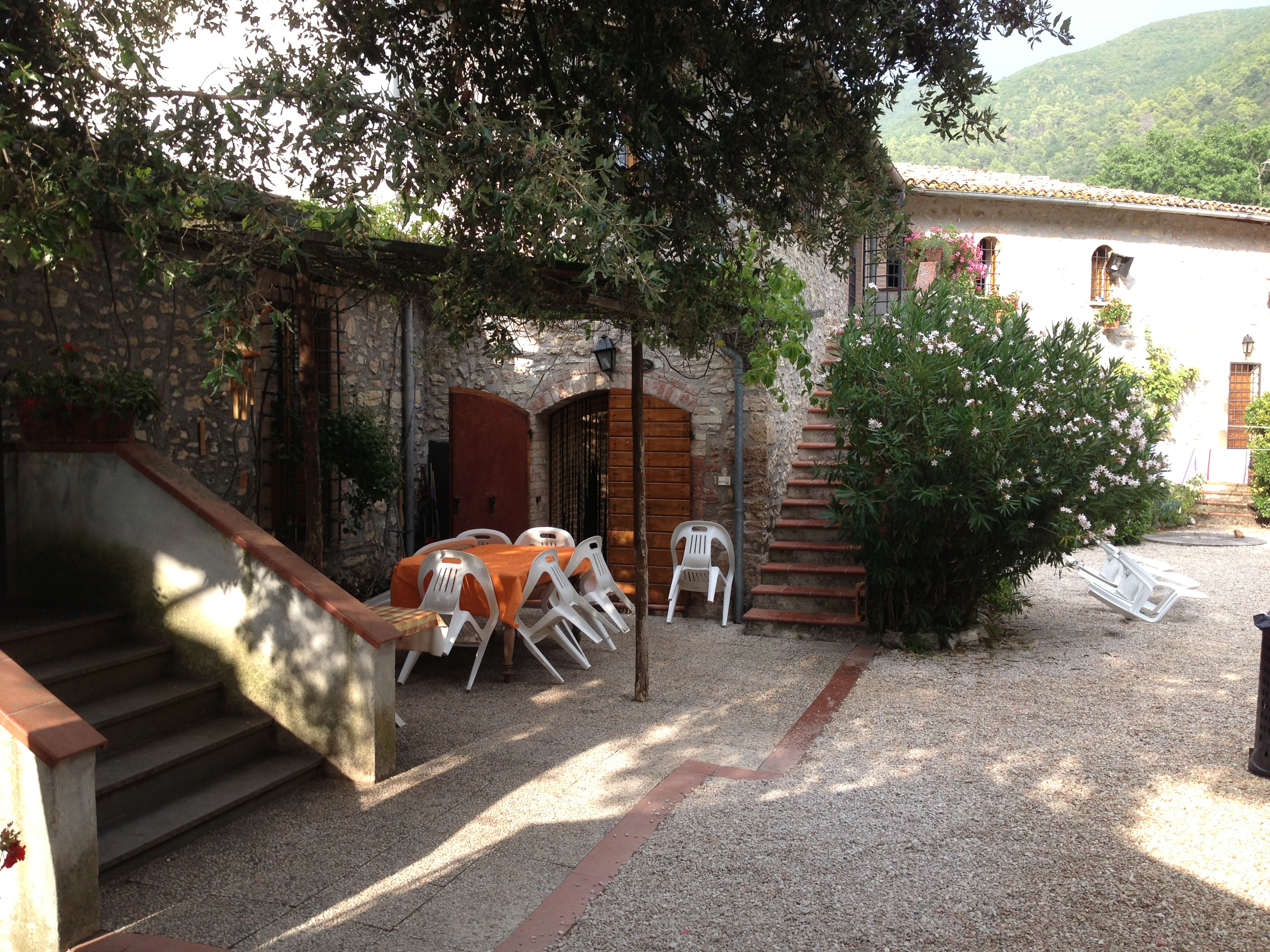
Cortile
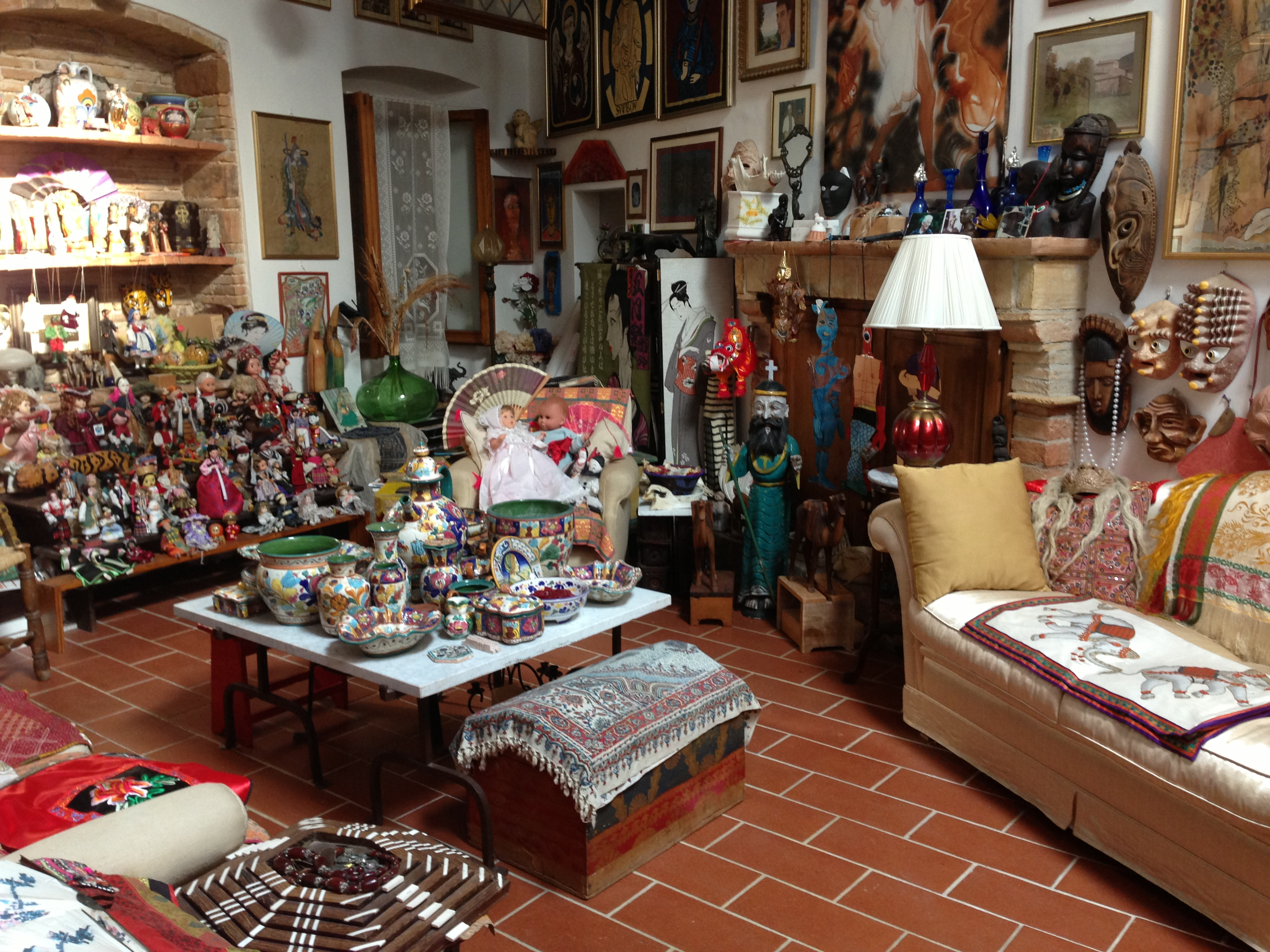
Salotto
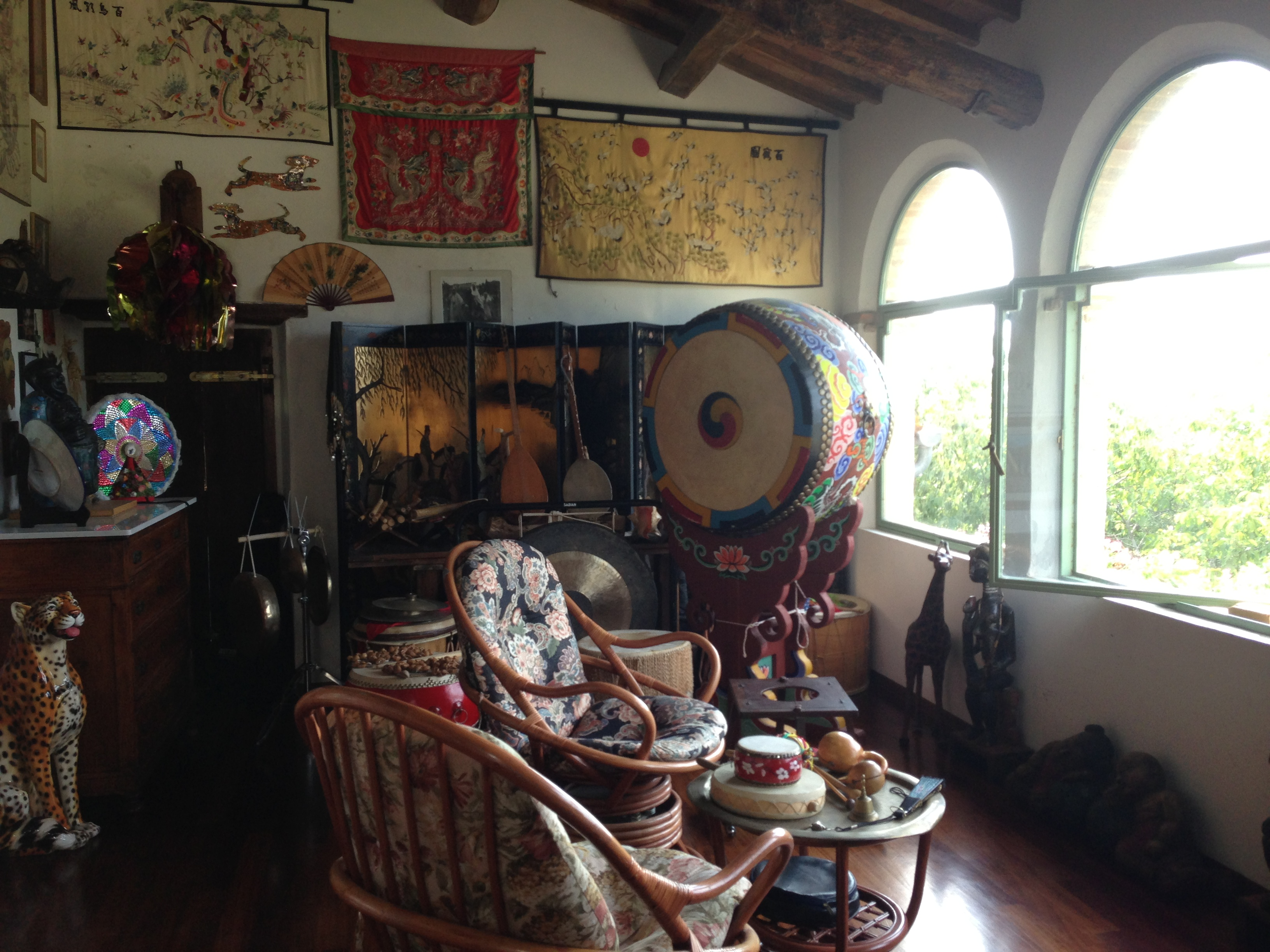
Sala musica
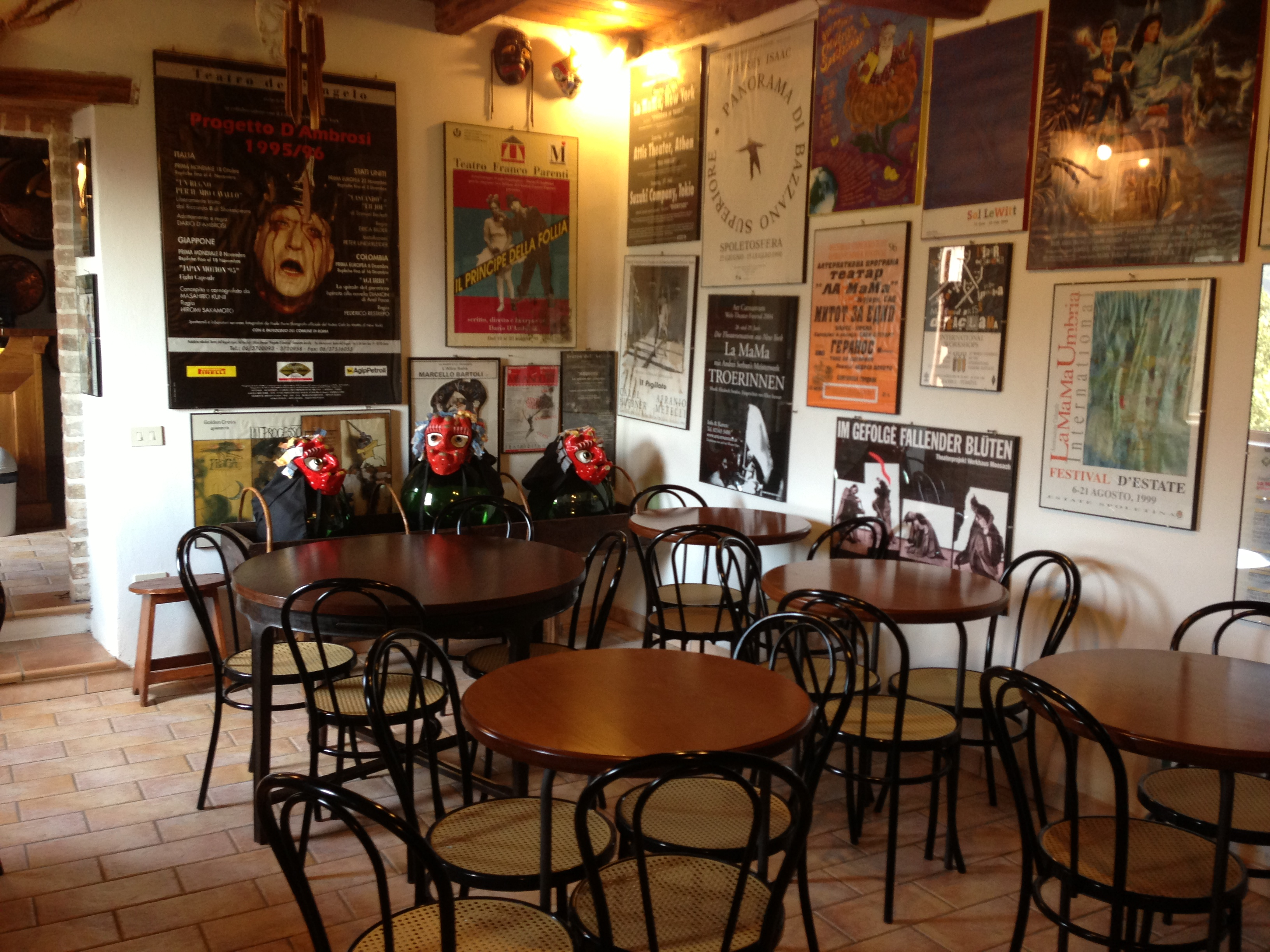
Bar

## La MaMa di tutti
Fin dagli anni '60 l'appellativo La MaMa acquista un triplice significato: individua gli spazi/teatri gestiti da Ellen, le formazioni stanziali in sede o in tournée, e indica affettuosamente la "mamma" di tutti, lei, Ellen Stewart.
A metà degli anni '80 Ellen comincia a ideare, adattare e dirigere le proprie produzioni, mettendo a frutto l'esperienza scenica e il sapere maturati in anni di collaborazione con Sęrban e Swados.
Durante i primi vent'anni di attività, ogni artista di teatro, ogni performer newyorkese è passato da La MaMa, compresi attori, compositori e scrittori.
Fino ad oggi sono stati presentati a La MaMa più di 1.900 spettacoli, di gruppi e compagnie provenienti da ogni angolo del pianeta. E anche le numerose compagnie residenti nel teatro hanno portato i loro spettacoli in quasi tutto il mondo. Molti nomi si sono avvicendati sui programmi e i cartelloni del teatro, alcuni divenuti poi famosi, altri invece dimenticati dalla storia. In ogni caso su quei cartelloni è passato mezzo secolo di teatro internazionale. Ha tenuto a battesimo e promosso attori e drammaturghi poi divenuti celebri in tutto il mondo. Ellen Stewart diviene col tempo ambasciatrice del teatro d'avanguardia in varie parti del mondo.

La sua missione continua a regolare ed ispirare l'attività attuale: 
(www.lamama.org)
Dopo la morte di Ellen Stewart, avvenuta il 13 gennaio 2011, La MaMa E.T.C. è diretta da Mia Yoo.

## Personaggi famosi
Alcuni attori, registi e drammaturghi che hanno iniziato la loro carriera a La MaMa:

- F. Murray Abraham
- Billy Crystal
- Jackie Curtis
- Robert De Niro
- André DeShields
- Danny DeVito
- Richard Dreyfuss
- Olympia Dukakis
- Lisa Edelstein
- Harvey Fierstein
- María Irene Fornés
- Paul Foster
- Morgan Freeman
- Philip Glass

- Whoopi Goldberg
- Ellen Greene
- Israel Horovitz
- Harvey Keitel
- Adrienne Kennedy
- Diane Lane
- Marshall W. Mason
- Nancy Meckler
- Bette Midler
- John Moran
- Nick Nolte
- Antonio Orfanò
- Al Pacino
- Joe Pesci
- Harold Pinter

- Andrew Robinson
- Stephen Schwartz
- Amy Sedaris
- David Sedaris
- Andrei Şerban
- Wallace Shawn
- Sam Shepard
- Patti Smith
- Julia Stiles
- Elizabeth Swados
- Christopher Walken
- Bob Wilson
- Lanford Wilson
- Joel Zwick
- Giovanni Morassutti